# 베니 매카시
베네딕트 사울 매카시(Benedict Saul McCarthy, 1977년 11월 12일 ~ )는 남아프리카 공화국 출신의 은퇴한 축구 선수이다. 포지션은 스트라이커였다.
1998 월드컵과 2002 월드컵 두 번 월드컵에 참여하였다. 자국에서 열린 2010 남아공 월드컵은 엔트리에서 제외되었다.